# جولاغات
جولاغات رمزها «GG» (بالإنجليزية: Golaghat)‏ ، هو تقسيم إداري لدولة الهند تتبع ولاية أسام (بالإنجليزية: Assam)‏ ، مركزها هو مدينة جولاغات (بالإنجليزية: Golaghat)‏ عدد سكانها حسب تعداد سنة 2001 هو 945,781 ، مساحتها 3,502 كم² وكثافة السكان 270 لكل كم² .

## المناخ
يظهر الجدول التالي التغييرات المناخية على مدار السنة لجولاغات:
| البيانات المناخية لـجولاغات       | البيانات المناخية لـجولاغات | البيانات المناخية لـجولاغات | البيانات المناخية لـجولاغات | البيانات المناخية لـجولاغات | البيانات المناخية لـجولاغات | البيانات المناخية لـجولاغات | البيانات المناخية لـجولاغات | البيانات المناخية لـجولاغات | البيانات المناخية لـجولاغات | البيانات المناخية لـجولاغات | البيانات المناخية لـجولاغات | البيانات المناخية لـجولاغات | البيانات المناخية لـجولاغات |
| الشهر                             | يناير                       | فبراير                      | مارس                        | أبريل                       | مايو                        | يونيو                       | يوليو                       | أغسطس                       | سبتمبر                      | أكتوبر                      | نوفمبر                      | ديسمبر                      | المعدل السنوي               |
| --------------------------------- | --------------------------- | --------------------------- | --------------------------- | --------------------------- | --------------------------- | --------------------------- | --------------------------- | --------------------------- | --------------------------- | --------------------------- | --------------------------- | --------------------------- | --------------------------- |
| متوسط درجة الحرارة الكبرى °م (°ف) | 15 (59)                     | 15 (59)                     | 17 (63)                     | 20 (68)                     | 20 (68)                     | 23 (73)                     | 22 (72)                     | 24 (75)                     | 23 (73)                     | 22 (72)                     | 19 (66)                     | 16 (61)                     | 19.7 (67.5)                 |
| متوسط درجة الحرارة الصغرى °م (°ف) | 8 (46)                      | 9 (48)                      | 13 (55)                     | 15 (59)                     | 16 (61)                     | 20 (68)                     | 18 (64)                     | 19 (66)                     | 18 (64)                     | 17 (63)                     | 12 (54)                     | 8 (46)                      | 14.4 (57.9)                 |
| معدل هطول الأمطار مم (إنش)        | 30 (1.2)                    | 54 (2.1)                    | 57 (2.2)                    | 96 (3.8)                    | 210 (8.3)                   | 405 (15.9)                  | 510 (20.1)                  | 360 (14.2)                  | 411 (16.2)                  | 114 (4.5)                   | 21 (0.8)                    | 27 (1.1)                    | 2٬295 (90.4)                |
| متوسط الأيام الممطرة (≥ 1.0 mm)   | 6                           | 10                          | 13                          | 17                          | 18                          | 21                          | 24                          | 22                          | 20                          | 11                          | 4                           | 4                           | 170                         |
| المصدر #1:                        |                             |                             |                             |                             |                             |                             |                             |                             |                             |                             |                             |                             |                             |
| المصدر #2:                        |                             |                             |                             |                             |                             |                             |                             |                             |                             |                             |                             |                             |                             |

## معرض صور

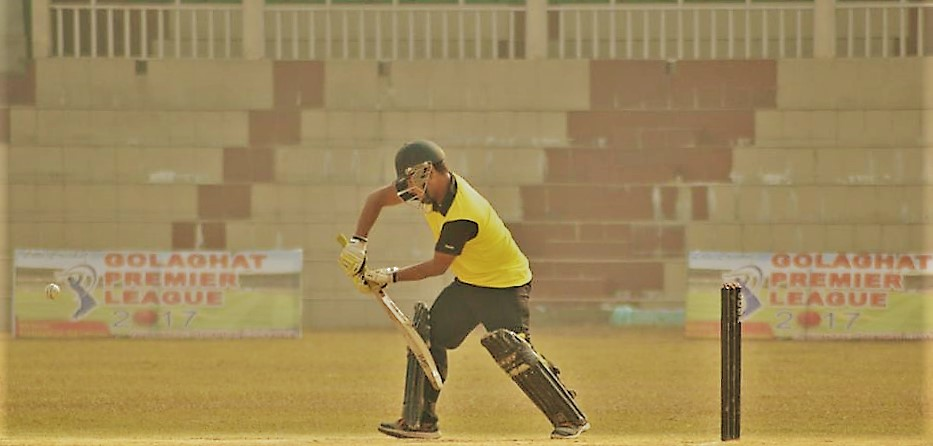
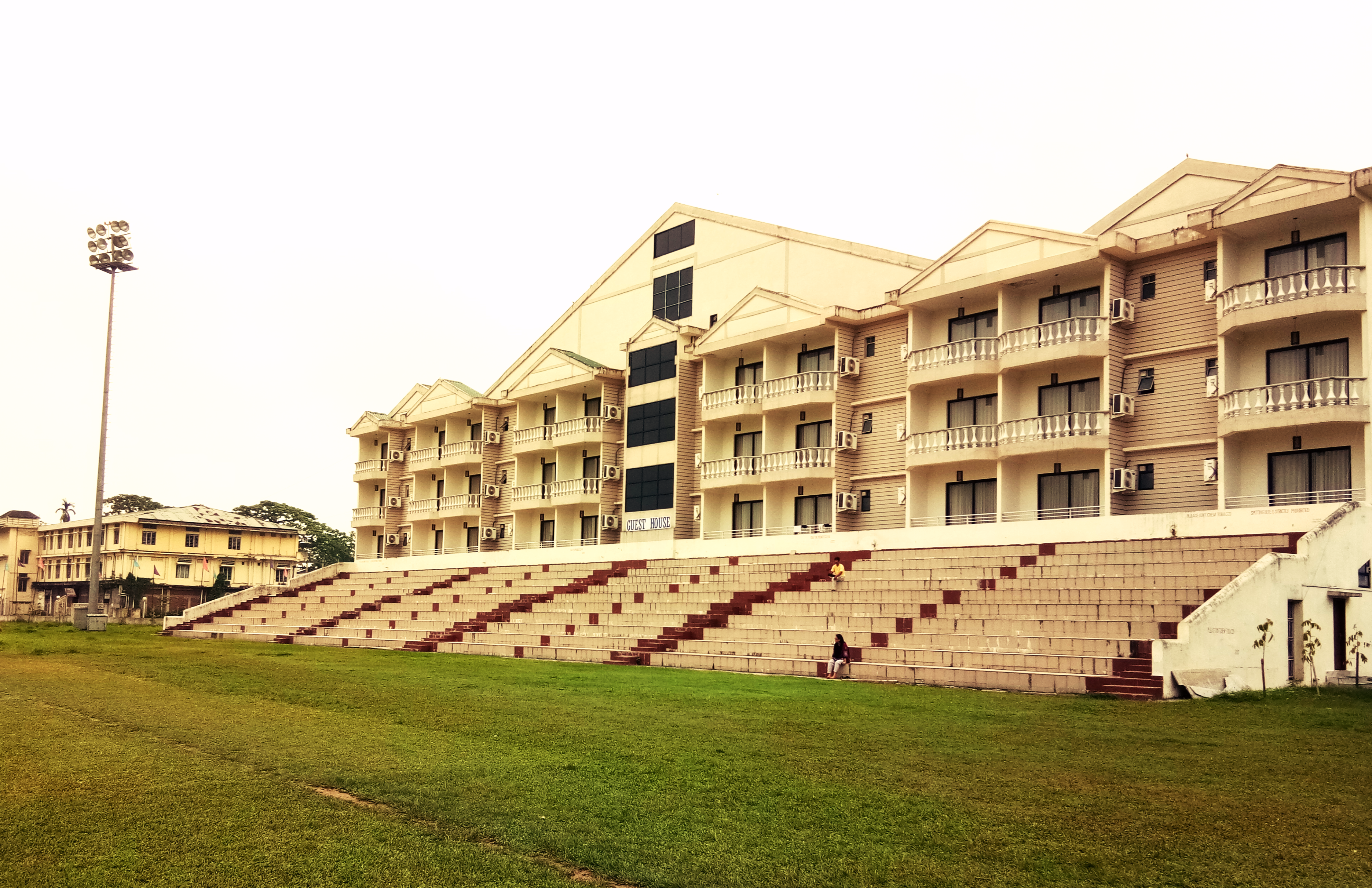
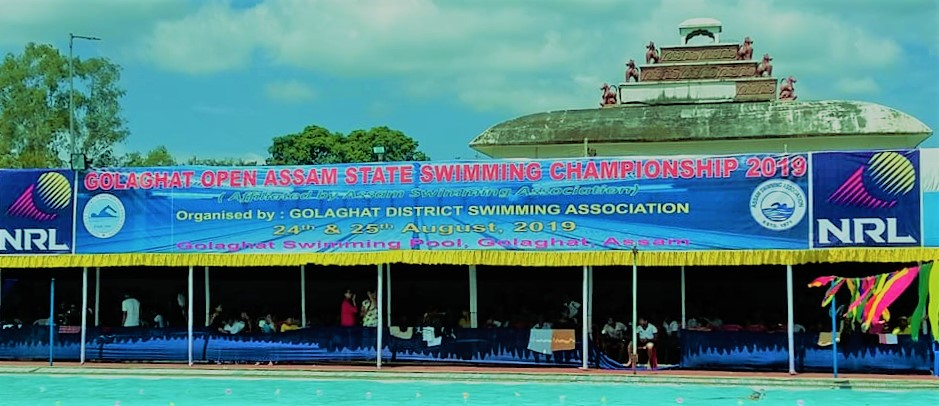